# Назарова, Наталья Андреевна
Наталья Андреевна Назарова (род. 22 января 1988 года, Верхняя Салда) — российская волейболистка, мастер спорта.

## Биография
Наталья Назарова родилась в Нижней Салде, но в 1998 году переехала в Москву, где начала заниматься волейболом в СДЮСШОР-65 «Ника» у тренера Вячеслава Геннадьевича Лукашкина. На старте карьеры играла за МГФСО и фарм-команду московского «Динамо».
В сентябре 2004 года в составе молодёжной сборной России под руководством Ришата Гилязутдинова стала бронзовым призёром чемпионата Европы в Прешове, а в 2005 году, выступая за юниорскую сборную Ирины Беспаловой, выиграла серебряные награды чемпионата Европы в Таллине и мирового первенства в Макао.
В том же 2005 году начала выступления за подмосковное «Динамо». Цвета этой команды, переименованной в следующем году в «Динамо-Янтарь», Наталья защищала на протяжении 6 сезонов. В 2011 году после расформирования «Динамо-Янтаря» перешла в «Уралочку», в сезоне-2013/14 выступала за «Хара Морин», а в следующем — за московское «Динамо». В августе 2015 года пополнила состав «Заречья-Одинцово», где играла до декабря 2016 года и была капитаном команды.
Наталья Назарова проявляет себя универсальной волейболисткой. Начиная карьеру в амплуа центральной блокирующей, она в сезоне-2008/09 из-за кадровых проблем в «Динамо-Янтаре» переквалифицировалась в доигровщицу. По итогам регулярного чемпионата-2009/10 Назарова была лучшей принимающей и самой результативной волейболисткой своей команды, а также пятой по результативности среди всех участниц первенства (322 очка в 21 матче). В «Уралочке», «Хара Морине» и «Динамо» она вновь преимущественно играла в центре сетки, а в большинстве матчей «Заречья» действовала на позиции доигровщицы.
В октябре 2017 года продолжила карьеру в «Маккаби» из Хайфы и в сезоне-2017/18 стала обладательницей Кубка Израиля и чемпионкой страны. Наталья Назарова выполняла функции капитана команды, цвета которой также защищали ещё три россиянки — Татьяна Смирнова, Ирина Климанова и Анастасия Барабанщикова. 
В августе 2018 года пополнила состав красноярского «Енисея».

## Достижения
- Бронзовый призёр молодёжного чемпионата Европы (2004).
- Серебряный призёр чемпионата Европы среди девушек (2005).
- Серебряный призёр чемпионата мира среди девушек (2005).
- Серебряный (2014/15) и бронзовый (2005/06, 2011/12) призёр чемпионата России.
- Серебряный (2018) и бронзовый (2014) призёр Кубка России.
- Чемпионка и обладательница Кубка Израиля (2017/18).